# Brachydesmus bidentatus
Brachydesmus bidentatus är en mångfotingart som beskrevs av Sergei I. Golovatch 1976. Brachydesmus bidentatus ingår i släktet Brachydesmus och familjen plattdubbelfotingar. Inga underarter finns listade i Catalogue of Life.